# Saulo Moreno
Saulo Moreno Hernández (Ciudad de México, 28 de abril de 1933 - Tlalpujahua Michoacán, 24 de julio de 2018), conocido también como Saulo Moreno, Fue un artesano mexicano, considerado por muchos como un escultor, un artista. creador de figuras de papel maché y alambre llamadas alambroides. También trabaja en la creación de pequeñas esculturas de metal. En 1975 obtuvo el Premio Nacional de Arte Popular en la categoría «cartonería y papel picado».
Ha basado sus trabajos en el arte popular, partiendo de piezas y materiales como el alambre, la soldadura, el papel aglutinado, las pinturas y el metal. Sus principales obras han sido expuestas en diversas galerías y museos a nivel nacional e internacional, entre ellos, el Fort Worth Art Museum en los Estados Unidos, Serpentine Gallery en Kensington Gardens (Londres) y el Museo de la Humanidad.
Moreno ha enseñado su técnica desde 1980, en varios países del mundo como Francia, Japón, Canadá, Inglaterra, entre otros. La gran mayoría de sus obras aparecen en libros publicados en México, Estados Unidos y el Reino Unido.

## Semblanza biográfica
Saulo Moreno inició su trabajo desde muy joven inspirado en las figuras tradicionales mexicanas llamadas judas y de los antepasados aztecas, con algunas piezas de alambre que encontraba en la basura comenzó a desarrollar la técnica que, él llama alamborides. En 1950 Ingresa a la Academia Nacional de San Carlos. Donde adquiere conocimientos sobre técnicas de pintura y escultura; Su trabajo ha sido reconocido en varios países y galardonado con múltiples premios y reconocimientos por su obra, ha impartido talleres y montado exposiciones en, los Estados Unidos, Japón y Europa. En 2008 fue reconocido por su trabajo con el premio ERENDIRA por parte del gobierno de Michoacán.

## Descripción de la obra
Alambre moldeado y ordenado con el fin de crear una figura tridimensional que en algunas ocasiones puede estar forrado parcialmente con papel bañado en engrudo o es visible y con toques de soldadura.

## Premios y exposiciones
| año  | Exposición                | Nombre                                               | Lugar |
| ---- | ------------------------- | ---------------------------------------------------- | --- |
| 1968 | Exposición                | Día de Muertos                                       | Museo Ruth D Lechuga de Arte Popular                                                                            |
| 1969 | Exposición                | Día de Muertos                                       | Museo Ruth D Lechuga de Arte Popular                                                                            |
| 1970 | Exposición                | De alambres y Alambreadas                            | Museo Ruth D Lechuga de Arte Popular                                                                            |
| 1971 | Exposición                | Arte Fantástico Mexicano                             | The Angeles County Fair Pomona, California. galería Jacques Casanova París                                      |
| 1975 | Premio                    | 1.er Lugar, Premio Nacional de Arte Popular          | Aguascalientes, Aguascalientes                                                                                  |
| 1978 | Exposición y conferencia  | Arte Popular Mexicano                                | Conference, Kyoto, Japan                                                                                        |
| 1981 | Exposición y conferencias | Diseño Artístico de Judas                            | Claustro de Sor Juana A. C., México, D. F. Cultura Popular y Educación Superior, Universidad de Colima, Colima. |
| 1982 | Exposición y taller       | Los Artesanos nos dijeron                            | Folk. Art International, Warehouse Gallery, San Francisco                                                       |
| 1983 | Exposición y taller       | Alambreadas                                          | Estado de México                                                                                                |
| 1984 | Conferencia               | Foro Interamericano Las culturas Populares           | Universidad de Colima, Colima                                                                                   |
| 1985 | Exposición y taller       | Alambrones                                           | Museo López Rayón Tlalpujahua, Michoacán                                                                        |
| 1986 | Exposición                | La Máscara y Arte Popular en el Continente Americano | Museo Nacional de la Máscara, San Luis Potosí.                                                                  |
| 1990 | Exposición                | Agonías del Amor en Cierto Umbral del futuro         | Centro Cultural ¨El Nigromante¨, San Miguel de Allende, Guanajuato.                                             |
| 1993 | Exposición y taller       | Alambroides                                          | The British Museum, Londres, Inglaterra.                                                                        |
| 1996 | Exposición y taller       | Alambroides                                          | The George R. Gardiner Museum of Ceramic Art, Ontario, Canadá.                                                  |
| 1999 | Exposición                | Mexican Mythologies                                  | Popular Arts of the Twentieth Century, Universidad de Houston                                                   |
| 2002 | Premio                    | Festival Grandes Maestros del arte Popular Mexicano  | Hacienda de Los Santos, Álamos, Sonora.                                                                         |
| 2007 | Exposición y taller       | Alambroides                                          | Museo Tecnológico Minero del Siglo XIX, Tlalpujahua, Michoacán México.                                          |
| 2008 | Exposición y taller       | Alambroides                                          | The George R. Gardiner Museum of Ceramic Art, Ontario, Canadá.                                                  |
| 2008 | Premio                    | Erendida                                             | Michoacán, México                                                                                               |
| 2009 | Premio                    | gran premio nacional de artes populares              | México |

## Contenido bibliográfico
- Turok Marta, El Cuarto Rosa de Ruth D. Luchuga, www.artesdemexico.com, idioma español-inglés, 2014 editor Gabriela Olmos. editorial D.R. Artes de México y del Mundo, S.A. de C.V. ubicación Córdoba 89, Col. Roma, C.P. 06700 ISBN 978-607-461-163-2 capítulo Muerte y Vida en la colección.
- Sayer Chloë, FIESTA days of dead & other Mexican festivals idioma español-inglés, año 2009 editorial The British Museum Press A division of The British Museum Company Ltd  ISBN 978-07141-2588-6.
- Artes tradicionales, ALTER, ISBN 978-607-8201-56-3.
- 40 SIGLOS DE ARTE MEXICANO, editorial HERRERO,1975. ISBN 968-420-098-6.
- Carmichael, Elizabeth; Sayer, Chloe Arts and Crafts of Mexico, CHRONICLE BOOKS,  1990 ISBN 0877017913.
- Carmichael, Elizabeth; Sayer, Chloe. The Skeleton at the Feast: The Day of the Dead in Mexico. Great Britain: The Bath Press, 1991. ISBN 0-7141-2503-2.